# John Charles Fields

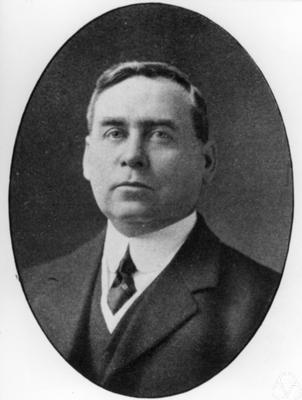
John Charles Fields

John Charles Fields (* 14. Mai 1863 in Hamilton (Ontario); † 9. August 1932 in Toronto) war ein kanadischer Mathematiker. Er war der Initiator der nach ihm benannten Fields-Medaille, einer der höchsten Auszeichnungen, die Mathematiker erhalten können.

## Leben und Wirken
John Charles Fields war Sohn eines Kaufmanns, der ein Lederwarengeschäft in Hamilton besaß. Der Vater starb, als Fields elf Jahre alt war. Fields besuchte das Hamilton Collegiate Institute, wo er sich als hervorragender Schüler auszeichnete. 1880 erlangte er seinen Abschluss und wurde mehrfach ausgezeichnet. Fields ging 1880 weiter an die University of Toronto, um dort Mathematik zu studieren.
Fields ging in die USA, um an der Johns Hopkins University in Baltimore zu promovieren. Er lehrte dort zwei Jahre, um dann am Allegheny College als Dozent für Mathematik zu arbeiten. Nach drei Jahren wechselte Fields nach Europa, um in Berlin, Göttingen und Paris mit den größten Mathematikern seiner Zeit zu forschen. Fields traf auf Lazarus Immanuel Fuchs, Kurt Hensel, Hermann Amandus Schwarz, Karl Weierstraß, Felix Klein, Ferdinand Georg Frobenius und Max Planck. Weiter führte der Aufenthalt in Europa zu einer engen lebenslang anhaltenden Freundschaft mit Magnus Gösta Mittag-Leffler. In dieser Zeit trat er mit zahlreichen Publikationen über sein Hauptforschungsgebiet Algebraische Funktionen hervor.
1913 wurde Fields als Mitglied („Fellow“) in die Royal Society aufgenommen. Seit Dezember 1924 war er korrespondierendes Mitglied der Russischen Akademie der Wissenschaften.

## Belege
1. ↑  John Charles Fields im Mathematics Genealogy Project (englisch)
2. ↑  Eintrag zu Fields, John Charles (1863–1932) im Archiv der Royal Society, London